# Fort de Comboire

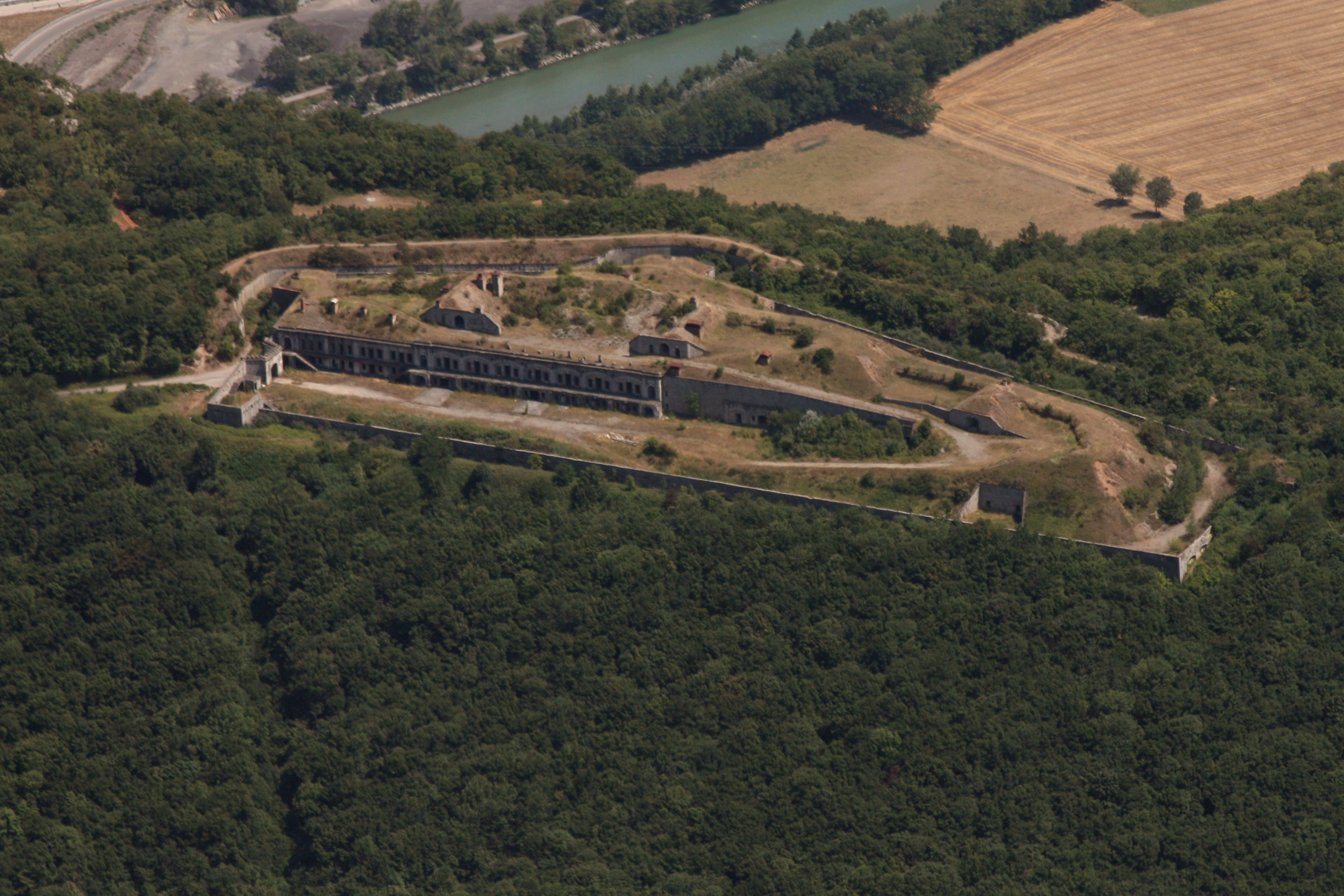
Fort de Comboire

Das Fort de Comboire (zeitweise: Fort Monteynard) war ein Teil des französischen Verteidigungssystems Barrière de fer und das zuletzt erbaute von sechs Forts die die Stadt Grenoble schützen sollten. Es liegt auf dem Gebiet der Gemeinde Claix im Departement Isère. Der jetzige Name des Forts stammt von dem Hügel, auf dem es erbaut wurde.

## Benennung
Für einige Monate war es nach Louis François de Monteynard benannt. Per Präsidialdekret vom 21. Januar 1887 setzte der Kriegsminister Georges Boulanger um, dass alle Forts, befestigten Artillerieanlagen und Kasernen des Système Séré de Rivières die Namen von ehemaligen Militärkommandanten zu tragen hätten.  Am 13. Oktober 1887 wurde das vom Nachfolger Boulangers, Théophile Ferron, rückgängig gemacht und das Fort erhielt seinen jetzigen Namen zugeteilt.

## Beschreibung
Das Fort liegt auf einer Höhe von 510 Meter auf einem Bergrücken südwestlich der Stadt. Die Front ist nach Südosten gerichtet.
Es überwachte den Flusslauf des Drac und die Räume zwischen diesem und dem Vercors-Gebirge. Eine weitere Aufgabe bestand in der Unterstützung des Fort Montavie. Das Werk wird überhöht von den Bergplateaus Peuil, Saint Ange und Saint Nizier. Letzteres war nicht in die Verteidigung mit einbezogen, hier klaffte eine Lücke im westlichen Teil des Abwehrrings.
Erbaut wurde es als Folge des verlorenen Krieges gegen Deutschland und der damit verbundenen Grenzverschiebungen nach Westen. Der Bau des Forts, bei dem bis zu 400 Arbeiter beschäftigt waren, begann 1882 und wurde 1884 abgeschlossen. Architekt war Colonel Mamès Cosseron de Villenoisy. Das Bauwerk ist in der damals üblichen Bauweise in behauenen Steinquadern aufgeführt. Der Baustil entspricht dem „à cavalier“ mit offen auf dem Kasernenblock aufgestellten Geschützen, die lediglich durch Traversen gegen seitliches Feuer gedeckt waren. Die Baukosten beliefen sich auf ca. 1.200.000 Goldfrancs. Die Besatzung bestand in Friedenszeiten aus 100 Artilleristen, im Verteidigungsfall aus 385 Mann.

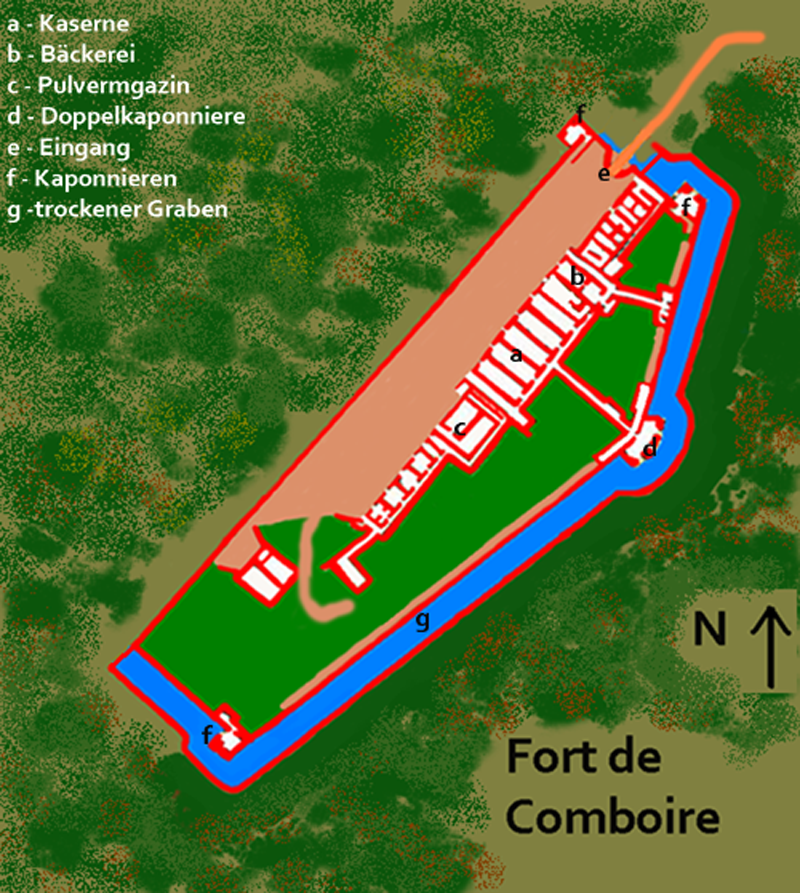

## Bauwerk
Es handelt sich bei dem Fort um eine asymmetrische Lünette, die in behauenem Kalksteinen aufgeführt ist. Bedingt durch die Geländebeschaffenheit befindet sich der Zugang in der linken Flanke und wird durch ein Tor mit einem Halsgraben und einer Klappbrücke gesichert. Den Facen und den Flanken ist ein trockener Graben vorgelagert. Ein natürliches Glacis war durch den steil abfallenden Hang zu Isére gegeben. Die Geschütze waren auf der Decke des zweistöckigen Kasernenblocks aufgestellt und gegen Seitenfeuer durch drei Hohltraversen und eine Volltraverse gedeckt. Die Kehle war lediglich durch eine Mauer geschlossen, da dahinter ein schwer zu überwindender Steilhang liegt. In dieser Mauer befinden sich sowohl Gewehr- als auch Geschützscharten. Zur Bestreichung der Kehlmauer diente eine Kaponniere, die als Verlängerung an die linken Flankenmauer angebaut war und über die Kehlmauer vorragte. Ebenfalls mit Kaponnieren wurden der Frontgraben (Doppelkaponniere) und die beiden Flankengräben (je eine einfache Kaponniere) verteidigt. Die innere Grabenmauer bestand zum größten Teil aus einer freistehenden Escarpenmauer, die zur Grabenverteidigung mit einem gedeckten Weg und Schießscharten ausgestattet war. Der nach hinten zu flach auslaufende Graben wurde jeweils durch eine Abschlussmauer versperrt. Die Grabenverteidigung aus den Kaponnieren erfolgte ausschließlich durch Gewehrfeuer, eine Geschützverteidigung war (auch bauartbedingt) nicht vorgesehen. (Ab 1913 erfolgte jedoch dann doch noch die Aufstellung von Revolverkanonen in den Kaponnieren.)

## Ausstattung
- 1 Pulvermagazin mit 80 t Lagerkapazität
- 1 Treibladungsmagazin
- 1 Bäckerei mit einem Ofen mit 300 Brotportionen Kapazität täglich. (Im Verteidigungsfall konnte zusätzlich ein transportabler Backofen vom System Lespinasse mit einer täglichen Leistungen von 180 Portionen installiert werden.)
- 1 Zisterne mit einer Kapazität von 510 m³ (Das Fort verfügte über keinen Brunnen.)
- Telegraphische Verbindung zu den anderen Werken. (Keine Lichtsignalstation)
- 358 Schlafplätze
- 1 Krankenstation

## Bewaffnung

### 1879
| Auf den Wällen | Grabenwehren    | Annexbatterie     |
| --- | --------------- | ----------------- |
| 4 × Canon de 155 mm L modèle 1877 6 × Canon de 120 mm L modèle 1878 2 × Mortier lisse de 15 (150 mm) 2 × Mörser „Mortier de 220 mm modèle 1880“ | keine Geschütze | noch nicht gebaut |
| Geschütze gesamt:14 |                 |                   |

### 1890
| Auf den Wällen | Grabenwehren    | Annexbatterie     |
| --- | --------------- | ----------------- |
| 4 × „Canon de 155 mm L modèle 1877“ 6 × „Canon de 120 long modèle 1878“ (120 mm) 2 × Mortier lisse de 15 (150 mm) 2 × Mörser „Mortier de 220 mm modèle 1880“ (220 mm) | keine Geschütze | noch nicht gebaut |
| Geschütze gesamt:14 |                 |                   |

### 1913
| Auf den Wällen | Grabenwehren                            | Annexbatterie |
| --- | --------------------------------------- | --- |
| 2 × „Canon de 155 mm L modèle 1877“ 2 × „Canon de 120 long modèle 1878“ (120 mm) 2 × Mortier lisse de 15 (150 mm) 2 × Mörser 22 „Mortier de 220 mm modèle 1880“ | 6 × Canon revolver de 40 mm modèle 1879 | Batt. n° 1 – 4 × „Canon de 155 mm L modèle 1877“ Batt. n° 2 – 4 × „Canon de 120 long modèle 1878“ Batt. des Enginères B – 4 × „Canon de 120 long modèle 1878“ Batt. des Enginères C – 4 × „Canon de 90 mm modèle 1877“ |
| Geschütze gesamt:30 |                                         | |

### 1914
| Auf den Wällen | Grabenwehren                | Annexbatterie |
| --- | --------------------------- | --- |
| 2 × „Canon de 155 mm L modèle 1877“ 2 × „Canon de 120 long modèle 1878“ 2 × Mortier lisse de 15 (150 mm) 2 × Mörser 22 „Mortier de 220 mm modèle 1880“ | 6 × 37-mm-Hotchkiss-Kanonen | Batt. n° 1 – 4 × „Canon de 155 mm L modèle 1877“ Batt. n° 2 – 4 × „Canon de 120 long modèle 1878“ Batt. des Enginères B – 4 × „Canon de 120 long modèle 1878“ Batt. des Enginères C – 4 × „Canon de 90 mm modèle 1877“ |
| Geschütze gesamt:30 |                             | |

Das Fort war in keine Kampfhandlungen verwickelt und bereits während des Ersten Weltkrieges nur noch Lager und Munitionsdepot. Seit es nicht mehr vom Militär genutzt wird, bleibt es sich selbst überlassen. Es ist vollständig erhalten, jedoch in schlechtem, baulichem Zustand. Das Betreten ist nicht gestattet.